# Maison d'Harcourt
« D'Harcourt » redirige ici. Pour l’article homophone, voir Darcourt.
Pour les articles homonymes, voir Harcourt (homonymie).
La maison d'Harcourt est une famille subsistante de la noblesse française, d'extraction féodale, originaire de Normandie. Sa filiation est prouvée et suivie depuis 1094, ce qui fait d'elle l'une des plus anciennes familles françaises subsistantes. Elle a formé vers 1100 deux lignées qui se sont perpétuées séparément, en France et en Angleterre. La lignée française a notamment produit la tige de Bonnétable, qui s'est scindée dès 1407 en deux branches aujourd'hui seules subsistantes : la branche aînée d'Olonde, dont le chef est marquis d'Harcourt depuis 1817, et la branche cadette de Beuvron, dont le chef est duc d'Harcourt depuis 1700,,,.

## Origine
Lorsque le chef viking Rollon obtint en 911, par le traité de Saint-Clair-sur-Epte, les territoires qui allaient constituer le duché de Normandie, il distribua lui-même des domaines à ses principaux fidèles qui l'accompagnaient dans ses expéditions contre les Anglais et les Neustriens. Des terres considérables, et notamment la seigneurie d’Harcourt, près de Brionne, auraient été attribuées pour prix de ses exploits à Bernard le Danois, régent du duché de Normandie en 942.
La tradition familiale fait de Bernard le Danois l'auteur de la maison d'Harcourt, mais la filiation des premiers seigneurs d'Harcourt n'est que supposée, faute de preuves écrites originales. Éric Mension-Rigau écrit qu'elle fut reconnue par Louis XIV lors de l'érection du marquisat de Harcourt en duché en 1701 mais qu'il n'existe pas de preuves de filiation :
- Bernard le Danois, compagnon de Rollon, gouverneur et régent du duché de Normandie à la mort du duc Guillaume Ier de Normandie en 942 ;
- Torf, baron de Tourville, fils de Bernard le Danois et de Sprote, princesse de Bourgogne ;
- Turquetil (ou Turchetil[9])[note 1], fils de Torf et d'Ertemberge de Brioquibec (Bricquebec). Il fut gouverneur de Guillaume le Conquérant durant sa minorité. Il aurait vécu d'environ 960 jusqu'au milieu des années 1020, et il apparaît en 1002 dans une donation à l'abbaye de Fécamp[9],[note 2] ;
- Anquetil d'Harcourt, fils de Turquetil et d'Anceline de Montfort-sur-Risle, est le premier seigneur d’Harcourt connu sous ce nom. Il épousa Ève de Boissey ;
- Errand d'Harcourt, seigneur d'Harcourt et fils du précédent, aurait en 1066 participé aux côtés de Guillaume à la conquête normande de l'Angleterre.

## Histoire
La filiation prouvée et suivie commence avec Robert Ier :
- Robert Ier d'Harcourt, dit le Fort, mort avant 1118, peut-être frère ou neveu d'Errand d'Harcourt, auquel il aurait succédé, épousa Colette d'Argouges, dont il eut huit fils, parmi lesquels[10] :
  - Guillaume d'Harcourt, mort après 1154, auteur de la lignée française ;
  - Richard d'Harcourt, seigneur de Renneville, chevalier du Temple, fondateur de la commanderie de Renneville vers 1150[9] ;
  - Yves d'Harcourt, mort après 1166, auteur de la lignée anglaise ;
  - Philippe d'Harcourt, mort après 1154, évêque de Salisbury (1140), évêque de Bayeux (1142), et chancelier d'Angleterre (1139-1140).

### En Angleterre

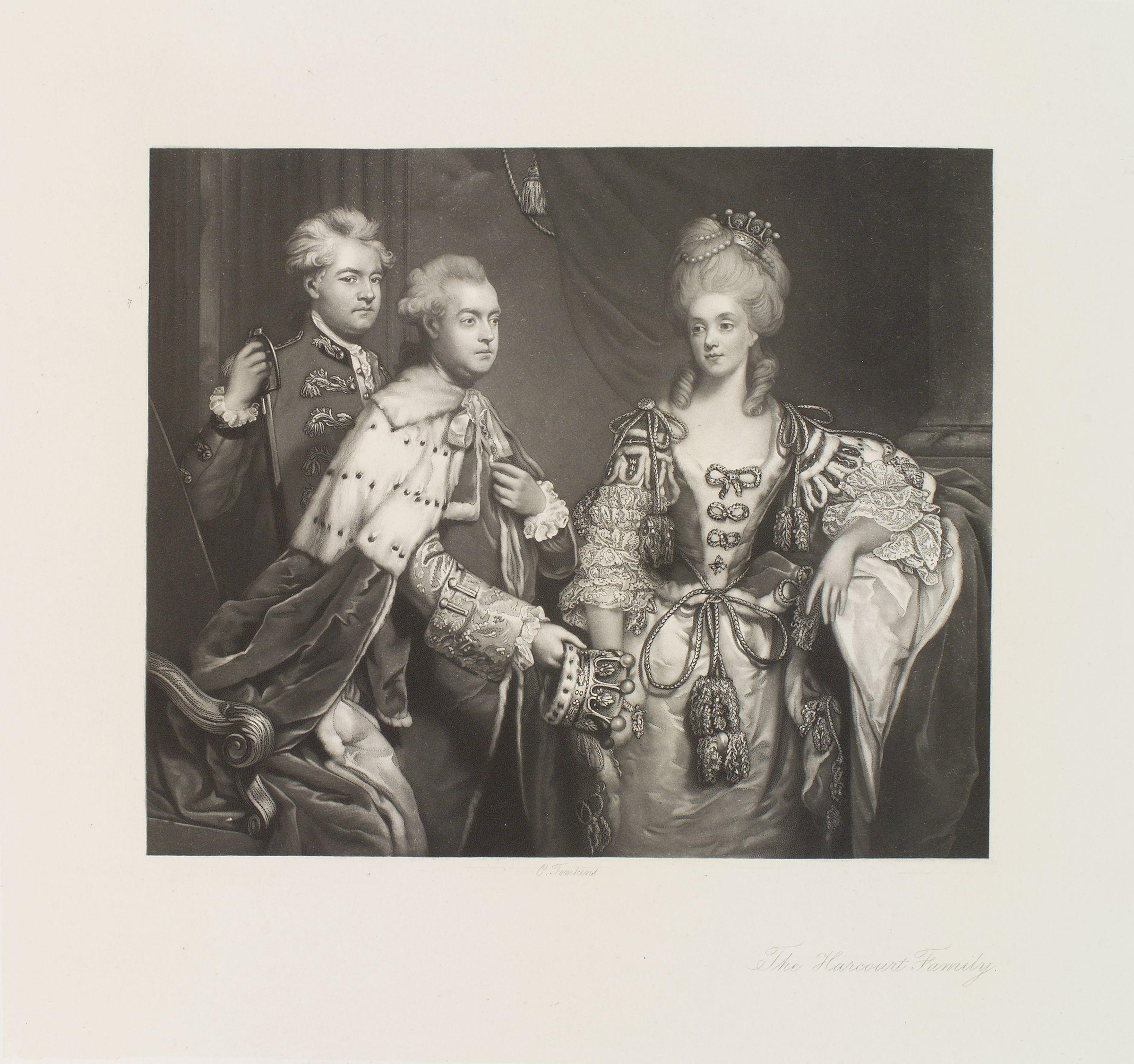
William, 3e comte Harcourt ; George Simon, 2e comte Harcourt ; Elizabeth Vernon, comtesse Harcourt
Gravure d'après Sir Joshua Reynolds.

Yves d'Harcourt, mort après 1166, s'est implanté en Angleterre au début du XIIe siècle. Sa descendance forma plusieurs branches, dont seule subsiste la branche d'Ankerwycke.
Arbre
- Seigneurs de Stanton (éteints aux XVIe siècle)
  - Seigneurs de Wytham, puis de Stanton, puis vicomtes et comtes Harcourt (éteints en 1830)
    - Branche d’Ankerwycke
    - Branche de Pendley (éteinte en 1846)
    - Seigneurs de Ranton

Comtes Harcourt

Grandes armes des comtes Harcourt

La branche aînée des Harcourt anglais obtint la pairie, sous les titres successifs de baron, vicomte, et comte. Cette branche des comte Harcourt (en) de Stanton-Harcourt s'éteignit avec la mort du maréchal William Harcourt, 3e comte Harcourt, en 1830.
Philip Harcourt (c. 1635-1688), seigneur de Stanton-Harcourt, eut pour fils :
- Simon Harcourt (1661-1727), 1er baron Harcourt (1711) et vicomte Harcourt (1721), garde des Sceaux (1710-1713) et lord grand chancelier d'Angleterre (1713-1714), dont :
  - Simon Harcourt (1684-1720), membre du Parlement, dont :
    - Simon Harcourt (1714-1777), 2e vicomte Harcourt et 1er comte Harcourt (1749), ambassadeur de Grande-Bretagne à Paris (1768-72), Lord Lieutenant d'Irlande (1772-77), gouverneur du Prince de Galles, futur George III (1751-52), dont :
      - George Simon Harcourt (1736-1809), 2e comte Harcourt
      - William Harcourt (1743-1830), 3e et dernier comte Harcourt, élevé à la dignité de Maréchal par le roi George IV en 1821.

### En France

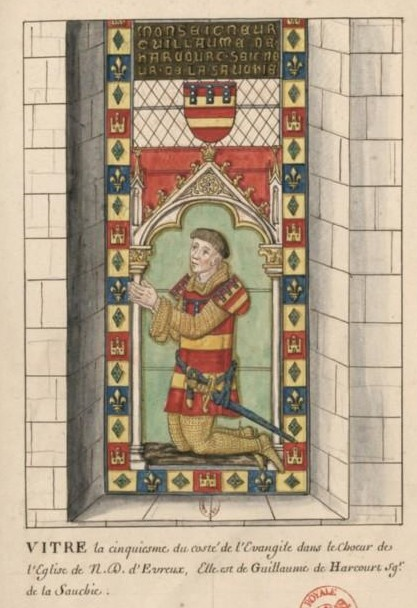
Guillaume d'Harcourt (1327), baron d'Elbeuf, conseiller du roi, grand maître d'hôtel et grand-queux de France, fondateur de la collégiale de La Saussaye.

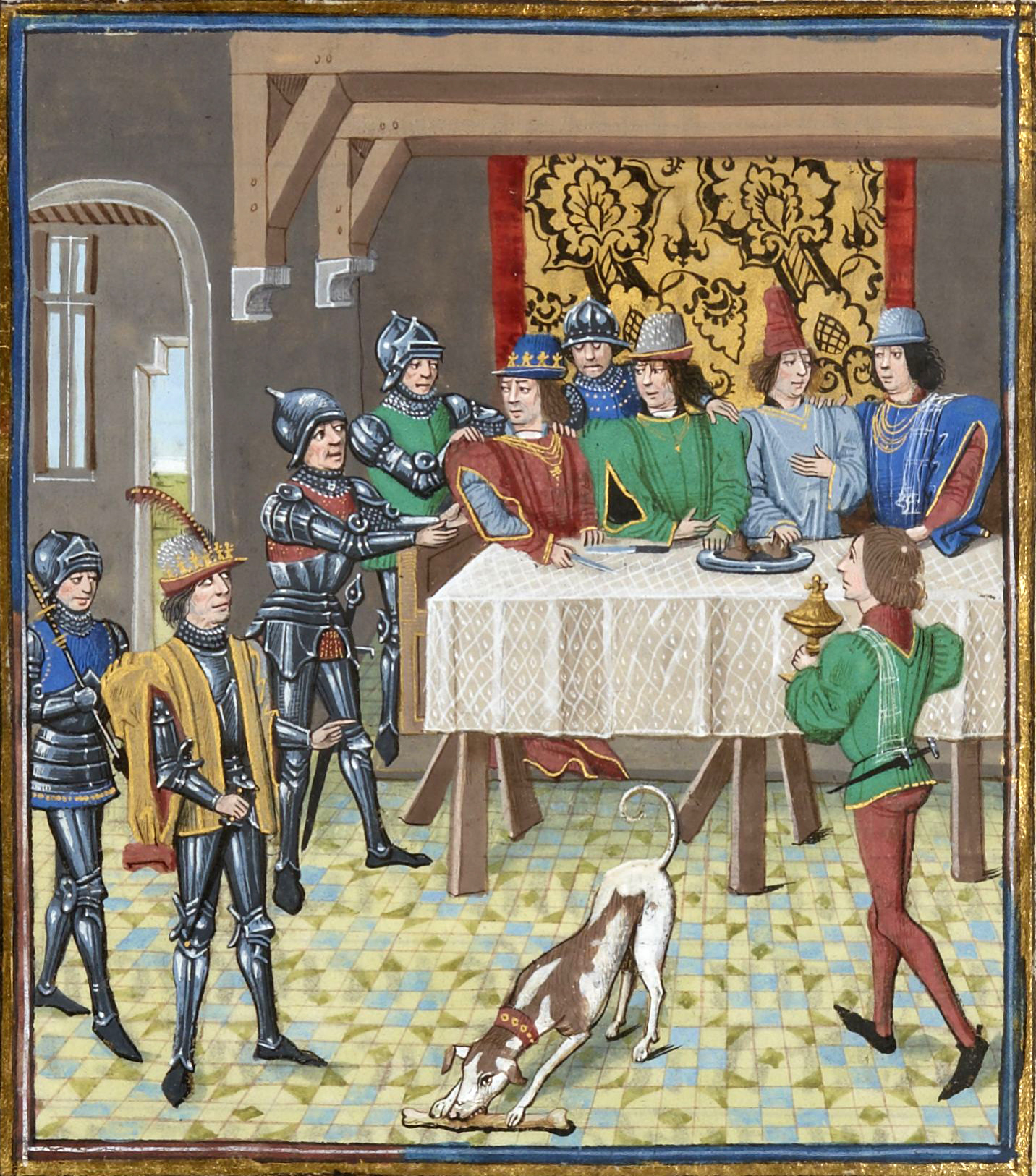
Arrestation du roi de Navarre et du comte d’Harcourt lors du banquet de Rouen (1355).

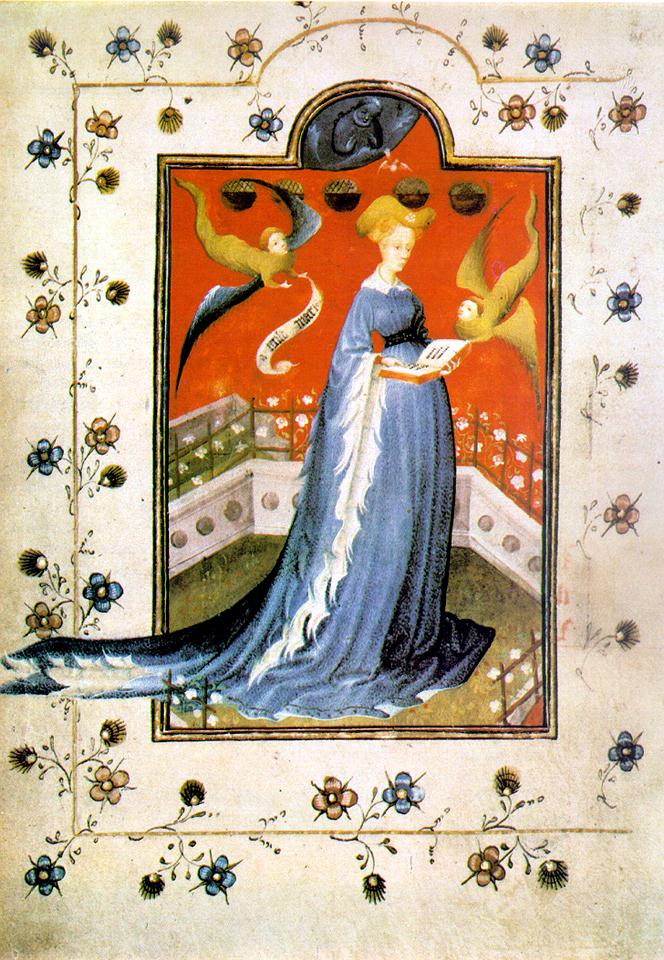
Marie d'Harcourt (1425), duchesse de Gueldre, représentée dans son livre d'heure.

- Guillaume d'Harcourt, seigneur d’Harcourt, mort après 1154, fils de Robert Ier, fut l'auteur de la lignée française. D'une épouse inconnue, il eut[10] :
- Robert II d'Harcourt, dit le Vaillant ou le Fort, seigneur d'Elbeuf, mort vers 1208. Compagnon de son suzerain Richard Cœur de Lion à la croisade de 1189 à 1193, il fut désigné vers 1200 comme pleige et otage par Jean sans Terre, roi d'Angleterre, dans le cadre de la paix conclue avec Philippe II Auguste. Robert II aurait fait construire le premier château d'Harcourt en pierre, dans l'Eure, auquel succédèrent des constructions plus tardives toujours visibles de nos jours. Il épousa Jeanne de Meulan[9] dont :
- Richard d'Harcourt († v. 1238, avant son beau-père), baron d'Harcourt. Il épousa vers 1220 Mathilde Tesson, troisième fille de Raoul IV Taisson, qui lui apporta en dot la vicomté de Saint-Sauveur-le-Vicomte[9], dont :
- Jean Ier d'Harcourt, dit le Prud'homme (1226-5 novembre 1288), baron d'Harcourt, héritier de la vicomté de Saint-Sauveur-le-Vicomte[note 3]. Il épousa vers 1240 Alix de Beaumont, décédée en 1275, avec qui il eut treize enfants. En 1257, il fonda le prieuré conventuel Notre-Dame du Parc d’Harcourt, et il avait suivi Saint Louis lors des septième (1248-1254) et huitième croisade (1270). Parmi ceux-ci Jean II le Preux, qui hérita des domaines de la Haute-Normandie, qui participa avec son père à la huitième croisade et fut maréchal de France, puis amiral de la flotte française sous Philippe le Hardi et Philippe le Bel[9].

La descendance de Jean Ier d'Harcourt produisit notamment la tige de Bonnétable, qui se scinda en deux branches, la branche d'Olonde et la branche de Beuvron (plus tard ducs d'Harcourt), toutes deux subsistantes.
Tableau généalogique
- Robert Ier d'Harcourt († av. 1118)
  × Colette d'Argouges
  - Richard, fondateur en 1150 de la commanderie de Renneville
  - Guillaume d'Harcourt
    - Robert II d'Harcourt dit le Fort († 1212)
  × Jeanne de Meulan
      - Richard d'Harcourt († v. 1238)
  × v. 1220 Mathilde Tesson, fille de Raoul IV Taisson
        - Jean Ier d'Harcourt dit le Prudhomme (1126-1288)
  × Alix de Beaumont
          - Jean II le Preux
  ×1 Agnès de Lorraine
  ×2 Jeanne, vicomtesse de Châtellerault
            - Jean III d'Harcourt († 1329) dit le Tort
  × Alix de Brabant d'Aarschot
              - Jean IV d'Harcourt († 1346, à la bataille de Crécy)
  × Isabeau de Parthenay
                - Jean V d'Harcourt
  × Blanche de Ponthieu
                  - Jean VI d'Harcourt († 1382)
  ×1359 Catherine de Bourbon, fille de Pierre Ier de Bourbon
                    - Jean VII d'Harcourt († 1452)
  × Marie d'Alençon

              - Louis
              - Geoffroy d'Harcourt

Arbre
- Seigneurs d’Harcourt (Château d'Harcourt)
  - Comtes d’Harcourt (éteints en 1476)
    - Barons de Montgomery, puis comtes de Tancarville (éteints en 1488)      (issus de Jean V d'Harcourt)
    - Seigneurs de Bonnétable, puis barons d’Olonde, puis marquis d’Harcourt (issus de Jean V d'Harcourt)
      - Barons puis marquis de Beuvron, puis ducs d’Harcourt
        - Seigneurs de Bailleul (éteints en 1597)
        - Seigneurs de Fontaines-le-Henri et d’Annebecq (éteints en 1599)
        - Branche illégitime de Tilly (éteinte au XIXe siècle)

  - Seigneurs d’Avrilly (éteints en 1363) (issus de Richard d'Harcourt)
  - Seigneurs de Beaumesnil (éteints avant 1415) (issus de Richard d'Harcourt)
    - Seigneurs de Charentonne (Carentonne) (éteints au XVe siècle)

La branche de Beuvron compta plusieurs maréchaux de France et lieutenants généraux des armées du roi, entre autres François III d'Harcourt (mort en 1705), marquis d'Ectot et de Beuvron, lieutenant général des armées du roi et son lieutenant général en Normandie, Henri Ier, duc d'Harcourt (voir à son article le schéma généalogique de la branche de Beuvron), maréchal de France, ambassadeur à Madrid en 1697 (mort en 1718), Anne-Pierre, IVe duc d’Harcourt, maréchal de France, gouverneur de Normandie (mort en 1783), et son fils François-Henri, 5e duc d’Harcourt, gouverneur de Normandie, représentant du comte de Provence auprès du gouvernement britannique durant la Révolution française.
Dans la branche d'Olonde, le marquis Georges d’Harcourt-Olonde (1808-1883) fut également ambassadeur à Londres et à Vienne. Les d'Harcourt barons d'Olonde devinrent marquis d'Harcourt avec Guillaume d'Harcourt († 1745), et l'un de ses arrière-arrière-arrière-petit-fils, Victor-Amédée-Constant d'Harcourt (1848-1935) a fondé la branche des actuels comtes d'Harcourt.

### Les Harcourt et laguerre de Cent Ans
Comme ce fut le cas pour de nombreux seigneurs normands, les importantes possessions des d'Harcourt en Angleterre et en France les mirent dans une position difficile pendant les conflits entre Capétiens et Plantagenêts. Dans ce contexte, la famille d’Harcourt joua son propre jeu : se rendre indépendants à la fois des rois de France et des rois d'Angleterre ; aussi, après la conquête de la Normandie par Philippe Auguste en 1204, les d'Harcourt furent les chefs habituels des mouvements féodaux normands dirigés contre le roi de France. Mais en avril 1356, le roi Jean le Bon fit exécuter Jean V d'Harcourt, proche de Charles II de Navarre .

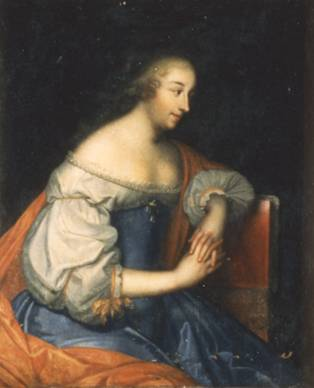
Gilonne d'Harcourt (1619-1699), comtesse de Fiesque.

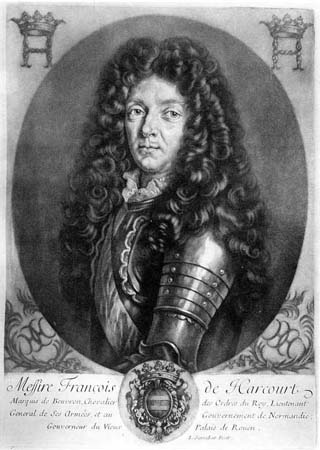
d'Harcourt (1627-1705), marquis de Beuvron, père du 1er duc d'Harcourt.

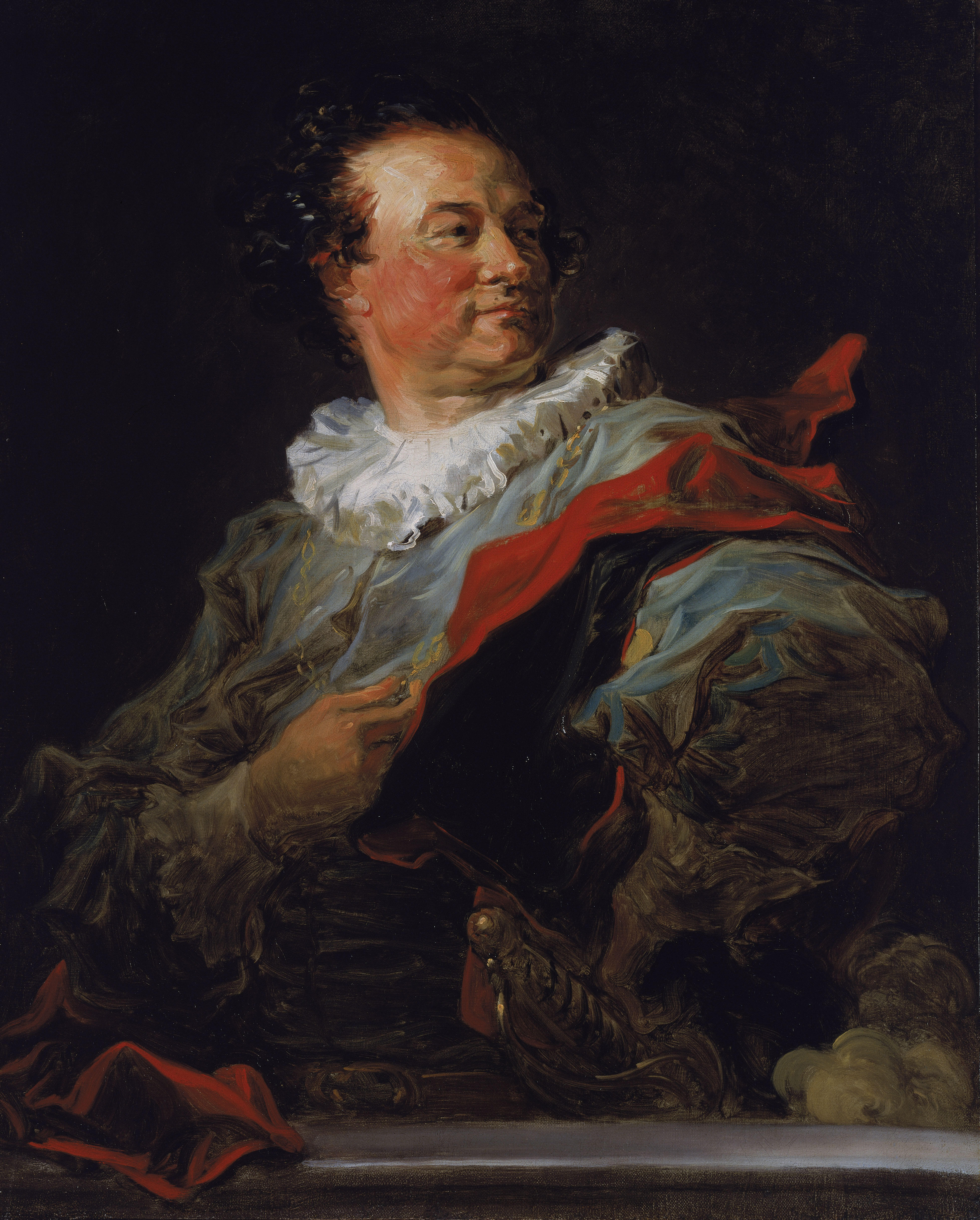
François-Henri, 5e duc d'Harcourt, gouverneur de Normandie
par Fragonard.

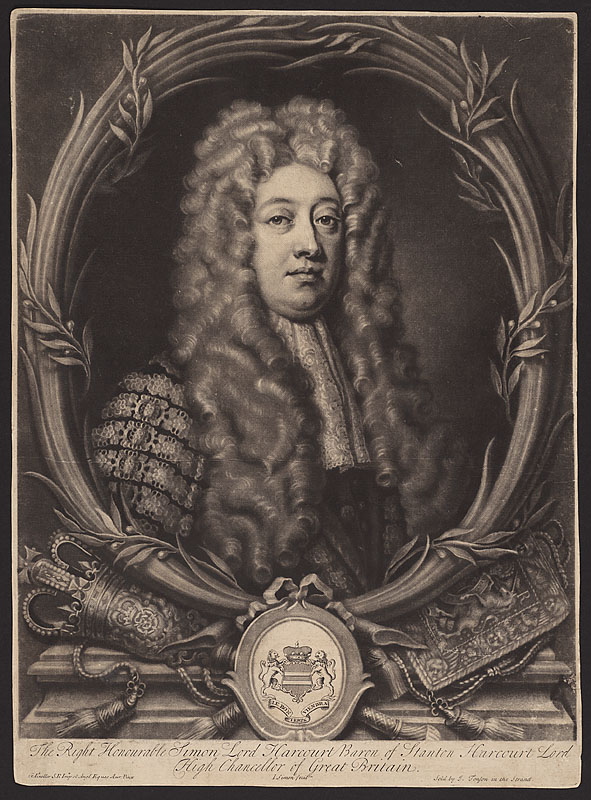
Simon 1er viscount Harcourt, lord chancelier d'Angleterre — manière noire de John Simon.

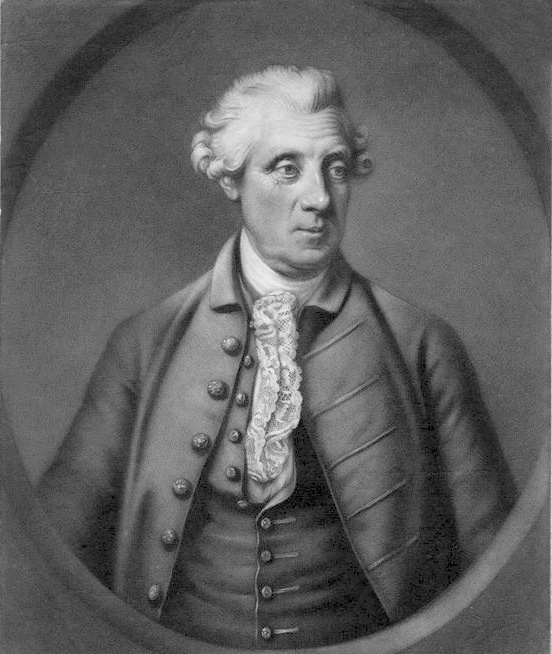
Simon, 1er earl Harcourt, gouverneur du Prince de Galles, ambassadeur en France, vice-roi d'Irlande.

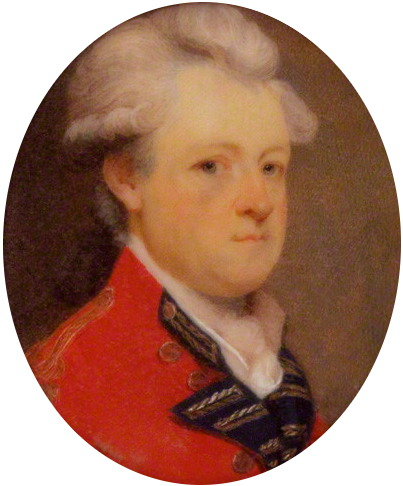
William, 3e earl Harcourt, maréchal d'Angleterre

## Famille Venables-Vernon-Harcourt
Après la mort sans postérité de William Harcourt en 1830, 3e et dernier comte Harcourt, son cousin Edward Venables-Vernon-Harcourt, archevêque d'York, hérita du majorat et prit le nom et les armes de la maison anglaise Harcourt, par autorisation royale du 15 janvier 1831. La famille des Venables-Vernon-Harcourt est ainsi créée, descendant des Harcourt par voie féminine, et subsiste encore aujourd'hui. Sa branche aînée accéda à la pairie en 1917, mais le titre de vicomte Harcourt s'est éteint en 1979 avec la mort du second vicomte Harcourt.
- Edward Venables-Vernon-Harcourt (1757-1847), évêque de Carlisle, puis archevêque d'York, eut une nombreuse descendance :
  - William Vernon Harcourt (en) (1789-1871), fondateur de la British Science Association
    - William Vernon Harcourt (1827-1904), secrétaire d'État (ministre de l'Intérieur) 1880-1885, puis chancelier de l'Échiquier (ministre des Finances) 1892-1895
      - Lewis Vernon Harcourt (1863-1922), 1er vicomte Harcourt (1917), ministre des Colonies (1910-1915) qui a donné son nom à Port Harcourt (Nigeria)
        - William Vernon Harcourt, né le 5 octobre 1908 à Londres, mort en 1979 sans postérité, 2e et dernier vicomte Harcourt

  - Frederick Edward Vernon Harcourt (1790-1853), amiral de la Royal Navy
  - Octavius Vernon Harcourt (en) (1793-1863), amiral de la Royal Navy

## Personnalités
Hommes d'État et gouverneurs
- Louis d'Harcourt († 1388), fils de Jean IV, vicomte de Châtellerault et sire d'Aarschot, gouverneur et lieutenant général de Normandie (1356-1360)
- Jacques Ier d'Harcourt (1350-1405), fils puîné de Jean V, baron de Montgommery, conseiller et chambellan du roi Charles VI
- Jacques II d'Harcourt († 1428), son fils, comte de Tancarville, gouverneur et lieutenant général de Picardie
- Christophe d'Harcourt († 1438), son frère cadet, seigneur d'Havré, conseiller et chambellan du roi Charles VII, Grand-maître des eaux et forêts ainsi que commandant de la garde du dauphin
- Guillaume d'Harcourt († 1487), neveu du précédent et fils de Jacques II, comte de Tancarville, seigneur de Montrichard, conseiller et chambellan du roi Charles VII, connétable et chambellan de Normandie, Grand-maître des eaux et forêts (1431)
- Henry d'Harcourt (1654-1718), 1er duc d'Harcourt (branche de Beuvron), membre du conseil de Régence (1715), désigné par Louis XIV dans son testament pour être gouverneur du Dauphin (futur Louis XV) à la suite du maréchal de Villeroy, ambassadeur extraordinaire à Madrid (1697-1699 et 1700-1701), contribua à l'installation des Bourbons sur le trône d'Espagne
- François d'Harcourt (1689-1750), 2e duc d'Harcourt, gouverneur de Sedan (1735-1750)
- Anne Pierre d'Harcourt (1701-1783), 4e duc d'Harcourt, gouverneur de Sedan (1750), gouverneur de Normandie (1764-1775)
- François-Henri d'Harcourt (1726-1802), 5e duc d'Harcourt, gouverneur de Normandie (1775-1789), gouverneur du dauphin de France (1786-1789), représentant de Louis XVIII auprès du gouvernement britannique (1792-1800), élu à l'Académie française en 1788, auteur du Traité de la décoration des jardins et des parcs
- Emmanuel d'Harcourt (1844-1928), secrétaire général de la présidence de la République (1873-1877), vice-président de la Croix-Rouge

Maréchaux de France et d'Angleterre
- Jean II d'Harcourt, dit le Preux († 1302), vicomte de Châtellerault, sire d'Harcourt, maréchal de France en 1283 et amiral de France en 1295, époux de Jeanne de Châtellerault, vicomtesse de Châtellerault (1235-1315), fille de Aimeri, vicomte de Châtellerault, et de Agathe de Dammartin
- Geoffroy d'Harcourt, dit Godefroy le boiteux († 1356), fait maréchal d'Angleterre par le roi Édouard III en 1346
- Henry d'Harcourt (1654-1718) (branche de Beuvron), 1er duc d'Harcourt, maréchal de France en 1703
- François d'Harcourt (1689-1750), 2e duc d'Harcourt, maréchal de France en 1746
- Anne Pierre d'Harcourt (1701-1783), 4e duc d'Harcourt, maréchal de France en 1775

Ambassadeurs de France
- Eugène d'Harcourt (1786-1865), 8e duc d'Harcourt, ambassadeur à Madrid (1830) et à Rome (1848-1849)
- Georges d'Harcourt (1808-1883), marquis d'Harcourt (branche d'Olonde), pair de France, ambassadeur à Vienne (1873) et à Londres (1875-1879)
- Bernard d'Harcourt (1821-1912), ambassadeur à Rome (1871), à Londres (1872-1873) et à Berne (1874-1876)
- Emmanuel d'Harcourt (1914-1985), Compagnon de la Libération, ambassadeur à Dublin (1969) et à Prague (1975-1979)

Chefs militaires
- Jean IV d'Harcourt († 1346), comte d'Harcourt, capitaine de Rouen (1345), tué à la bataille de Crécy
- Jean VII d'Harcourt (1370-1452), comte d'Harcourt, prisonnier à la bataille d'Azincourt
- Jean VIII d'Harcourt (1396-1424), comte d'Aumale, lieutenant et capitaine général de Normandie, tué à la bataille de Verneuil
- Odet d'Harcourt (1604-1661) (branche de Beuvron : cf. l'article Henri), marquis de Thury et de La Motte-Harcourt, lieutenant-général des armées du roi
- Louis-François d'Harcourt (1677-1714) (petit-neveu du précédent et frère cadet du duc Henri), comte de Sézanne, chevalier de la Toison d'or, colonel du régiment de Sézanne (1695), lieutenant général des armées du roi (1710)
- Henri-Claude d'Harcourt (1704-1769), fils cadet du duc Henri, comte d'Harcourt, lieutenant général des armées du roi (1748)
- Anne-François d'Harcourt (1727-1797), duc de Beuvron, lieutenant général des armées du roi (1780)
- Charles-Hector d'Harcourt (1743-1820), marquis d'Harcourt (branche d'Olonde), pair de France, lieutenant général des armées du roi (1814)
- Marie-François d'Harcourt (1755-1839), 6e duc d'Harcourt (branche de Beuvron), lieutenant général des armées du roi (1815)
- Amédée d'Harcourt (1771-1831), marquis d'Harcourt, pair de France, général dans l'armée anglaise
- Armand d'Harcourt (1883-1975), vice-amiral (1940), commandant de la marine au Maroc, président de la Société centrale de sauvetage des naufragés
- Jean d'Harcourt (1885-1980), général de corps aérien (1939), inspecteur général de l'aviation de chasse, grand-croix de la Légion d'honneur (1964)
- Louis Jacques Marie d'Harcourt (1922-2014), fils d'Armand d'Harcourt, général de corps d'armée français, grand officier de la Légion d’honneur.

Résistants
- Robert d'Harcourt, de l'Académie française, auteur de L'Évangile de la force (1936), un des premiers livres à dénoncer les dangers du nazisme, et ses fils, Anne-Pierre d'Harcourt (1913-1981), auteur de The Real Enemy, et Charles d'Harcourt (1921-1992), tous deux déportés à Buchenwald
- Emmanuel d'Harcourt (1914-1985), un des cinq premiers Compagnons de la Libération, membre du conseil de l’Ordre de la Libération
- Antoinette d'Harcourt, née Gérard, (1909-1958) épouse de François-Charles d'Harcourt
- Amaury d'Harcourt (1925-2018), vicomte, chargé des chasses présidentielles de Chambord (1974-1981), condamné en 2008 pour complicité d'assassinat dans l'affaire Bissonnet[12].

Prélats
- Raoul d'Harcourt († 1307), fils de Jean, chanoine de Paris (1305), conseiller de Philippe IV le Bel, aumônier de Charles de Valois, fondateur du collège d'Harcourt (Paris, actuel Lycée Saint-Louis)
- Robert d'Harcourt († 1315), son frère, évêque de Coutances (1291), conseiller de Philippe III le Hardi et de Philippe IV le Bel
- Guy d'Harcourt († 1336), leur frère, évêque de Lisieux (1303), fondateur du collège de Lisieux (Paris)
- Guillaume d'Harcourt († 1368), abbé de Saint-Étienne de Caen
- Jean d'Harcourt († 1452), fils de Jacques Ier de Montgommery et petit-fils de Jean V, évêque d'Amiens (1418), de Tournai (1433), archevêque de Narbonne (1436), patriarche d'Antioche (1447) (?) et d'Alexandrie, évêque d'Orléans (1451)
- Louis d'Harcourt (1382-1422), fils de Jean VI, vicomte de Châtellerault, archevêque de Rouen (1407)
- Louis II d'Harcourt (1424-1479), fils de Jean VIII, évêque de Béziers (1451), archevêque de Narbonne (1451), évêque de Bayeux (1460), patriarche de Jérusalem (1460-1479)
- Louis-Abraham d'Harcourt (1694-1750), 3e duc d'Harcourt (branche de Beuvron), chanoine de Notre-Dame de Paris, doyen de l'Église de Paris (1733), commandeur de l'ordre du Saint-Esprit (1747)

Parlementaires
- Charles-Hector d'Harcourt (1743-1820), pair de France
- Marie-François d'Harcourt (1755-1839), 6e duc d'Harcourt, pair de France
- Amédée d'Harcourt (1771-1831), pair de France
- Claude Emmanuel d'Harcourt (1774-1840), député de Seine-et-Marne
- Eugène d'Harcourt (1786-1865), 8e duc d'Harcourt, député de Seine-et-Marne puis pair de France (1837)
- François d'Harcourt (1835-1895), 9e duc d'Harcourt, député du Calvados
- Bernard d'Harcourt (1842-1914), député du Loiret, fils de Georges d'Harcourt
- Charles d'Harcourt (1870-1956), député puis sénateur du Calvados
- François-Charles d'Harcourt (1902-1997), 11e duc d'Harcourt, député du Calvados, auteur de Des jardins heureux
- François d'Harcourt (1928-2020), 12e duc d'Harcourt, député du Calvados
- Florence d'Harcourt (1929-2022), (épouse divorcée de Guillaume d'Harcourt, fils de Jean-Bernard Armand d'Harcourt), députée des Hauts-de-Seine

Autres
- Lesceline d'Harcourt (v. 990-1058)
- Agnès d'Harcourt (v. 1242-1291), abbesse de Longchamp et biographe d'Isabelle de France
- Pauline d'Harcourt (1846-1922), présidente du Comité des dames de la Société de secours aux blessés militaires (SSBM)
- Eugène d'Harcourt (1861-1918), compositeur et chef d'orchestre
- Zina d'Harcourt (1930-1973), personnalité mondaine franco-américaine d'origine russe, actrice de cinéma, devenue nonne bouddhiste
- Claude d'Harcourt (1955), préfet de la région Pays de la Loire et préfet du département de Loire-Atlantique (2018-2020)
- Claire d'Harcourt (1960), auteure de nombreux livres, dont Bébés du monde et L'art à la loupe
- Gabriel d'Harcourt (1966), patron de presse, directeur général du groupe La Provence, ancien directeur général délégué du groupe La Voix du Nord[13]

## Possessions de la maison d'Harcourt

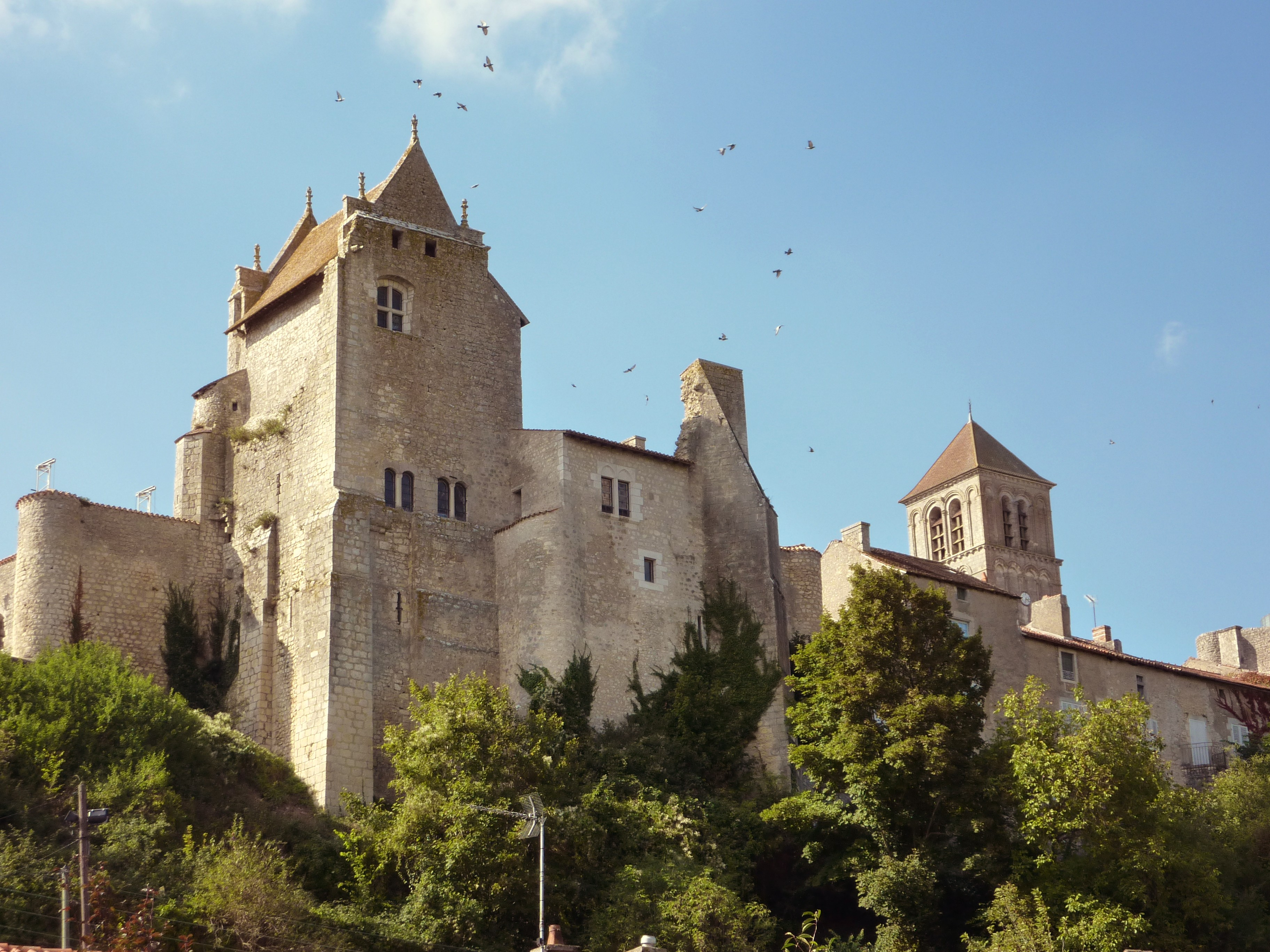
Château d'Harcourt à Chauvigny (Vienne).

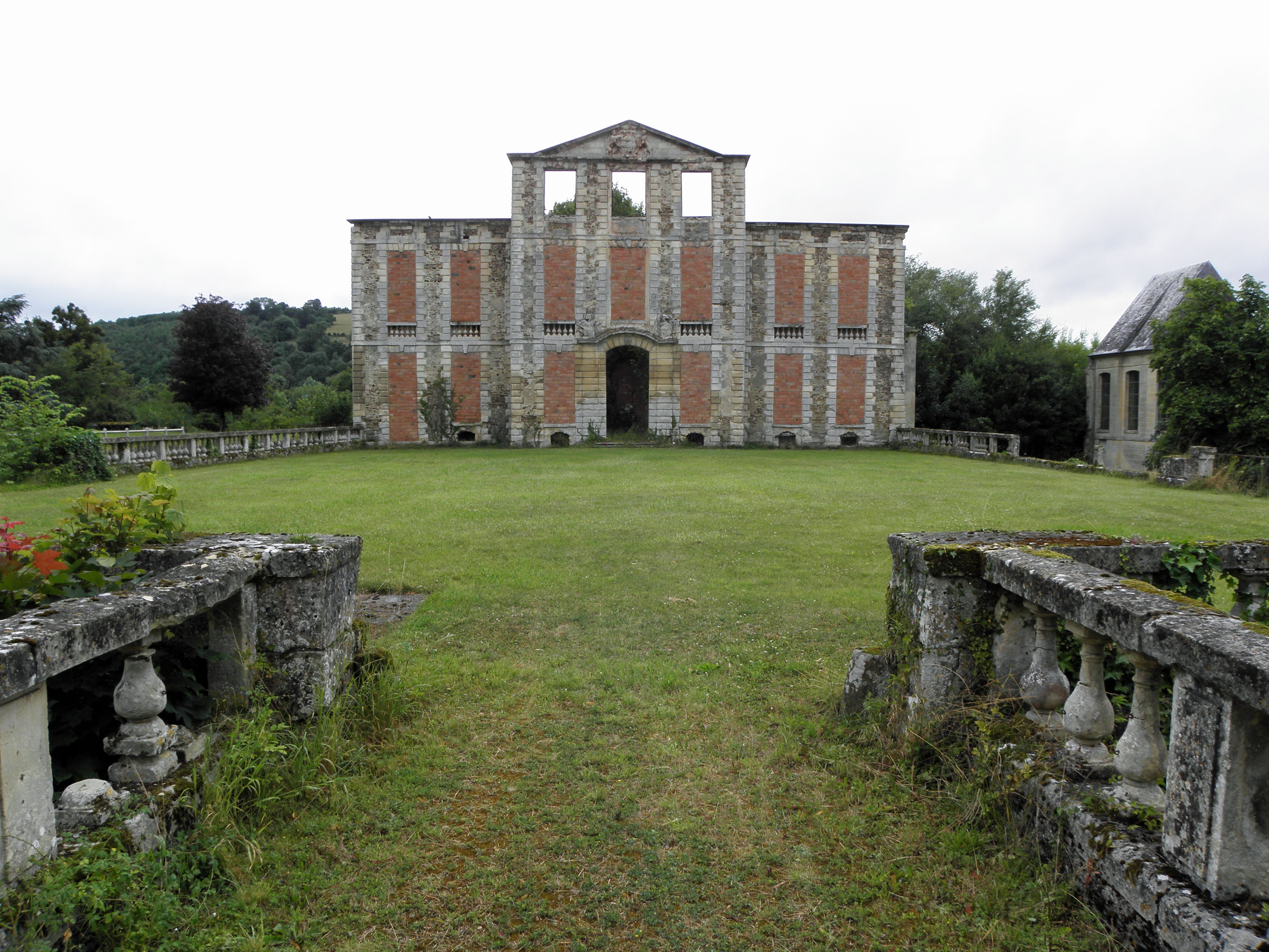
Façade du château des ducs d'Harcourt à Thury-Harcourt.

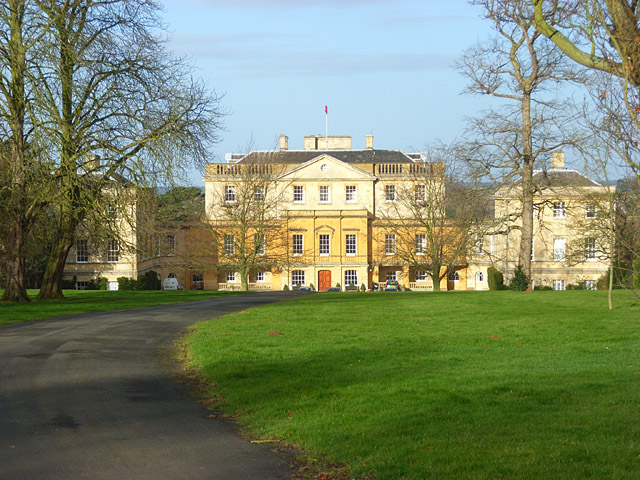
Nuneham, résidence des lords Harcourt jusqu'en 1947 (Oxfordshire).

Les membres de la maison d'Harcourt ont possédé les terres ou titres suivants :
En France
- seigneur d'Harcourt (baronnie)
- seigneur d'Elbeuf (1265)
- vicomte de Châtellerault (vers 1280)
- comte d'Harcourt (1338)
- comte d'Aumale (1345)
- baron d'Olonde (à Canville-la-Rocque)
- seigneur de Tilly-sur-Seulles
- baron de Bonnétable
- seigneur de Champ de Bataille
- seigneur de Beaufou
- seigneur d'Écouché
- seigneur de Fontaine-Henry
- marquis de Beuvron-en-Auge (1593)
- marquis de Thury (1635)
- marquis de La Mailleraye-sur-Seine (1698)
- comte de Sézanne
- comte de Lillebonne (1701)

Titres réguliers subsistants
- duc d'Harcourt (1700) et pair de France en 1709, puis duc-pair en 1814
- marquis d'Harcourt et pair de France (1817)

En Angleterre
- baron Harcourt of Stanton Harcourt (1711)
- viscount Harcourt (en) (vicomte, 1721)
- viscount Nuneham (1749)
- earl Harcourt (en) (comte, 1749)

## Collège d'Harcourt
Au Moyen Âge, Raoul et Robert d'Harcourt ont fondé à Paris le collège d'Harcourt, devenu ensuite le lycée Saint-Louis, situé boulevard Saint-Michel à Paris.

## Titres
En France, les titres réguliers portés sont :
- duc (1700)
- marquis (1817)

Les autres titres portés par les membres de cette famille sont dits de courtoisie.

## Armorial
| Image | Armoiries |
| ----- | --- |
|       | Armes de la maison d'Harcourt De gueules à deux fasces d'or., - La commune d'Harcourt (département de l'Eure) utilise actuellement le blason de la famille éponyme. |
|       | Harcourt de Beaumesnil Selon le folio 72 ro de l'Armorial de GelreDe gueules, à deux fasces d'hermine. |
|       | Jean VI d'Harcourt (1342-1388), comte d'Harcourt, comte d'Aumale, vicomte de Saint-Sauveur et de Châtellerault, baron d'Elbeuf, seigneur de Lillebonne, de Brionne, d'Arschot. Selon le folio 46 vo de l'Armorial de GelreÉcartelé : 1er et 4e, d'Harcourt ; 2e et 3e, d'azur, à trois bandes d'or (Bellême-Ponthieu). |
|       | Louis d'Harcourt († 1388), frère du précédent, vicomte de Châtellerault, seigneur d'Aerschot, lieutenant général de Normandie (1356-1360). Selon le folio 104 vo de l'Armorial de GelreÉcartelé : 1er et 4e, d'Harcourt ; 2e, de Brabant ; 3e, d'argent, au lion de gueules, à la bordure de sable (Châtellerault). |
|       | Philippe d'Harcourt (6 février 1355, château d'Harcourt - 1403), troisième fils de Jean V, baron de Bonnétable, seigneur d'Arschot, de Tilly-sur-Seulles (dans le Bessin), de Beuvron, seigneur de Vibraye, de Montcolain ; chevalier, auteur de la branche des barons de Bonnétable, subdivisée en branches d'Olonde et de Beuvron. D'Harcourt, au lambel d'argent brochant |
|       | Jacques III d'Harcourt (v. 1650-1712, Saint-Sauveur-le-Vicomte), baron d'Olonde. Écartelé : 1er et 4e, d'Harcourt ; au 2e, de sable au sautoir d'argent, cantonné de quatre aigles du même (Saint-Ouen de Beauval) ; au 3e, de gueules à trois chevron d'argent (de Warignies, seigneurs de Blainville). |
|       | Guillaume d'Harcourt († 1487), comte de Tancarville, baron de Varenguebec, vicomte de Melun, baron de Montgomerry, seigneur du Bec-Crespin, de Dangu et de Blangy-en-Auge, connétable et chambellan de Normandie. Écartelé : aux 1er et 4e de gueules à deux bandes d'or (qui est d'Harcourt), au 2e d'azur semé de fleurs de lys d'or à un lambel à trois pendants de gueules, chaque pendant chargé en pal de trois châteaux d'or (qui est d'Artois), au 3e bandé d'azur et d'or à la bordure de gueules (qui est de Bellême-Ponthieu), et sur le tout parti au 1 de gueules à un écusson d'argent accompagné en orle de huit angemmes d'or, (qui est de Tancarville), au 2 d'azur à sept besants d'or 3, 3, 1 et un chef d'or (qui est de Melun). |

### Fonds d'archives
- Les papiers de la famille d'Harcourt (branche marquisale) sont conservés aux Archives nationales sous la cote 380AP[19]. Ils sont consultables sous forme de microfilms.